# صموئيل ديسغاردين
صموئيل ديسغاردين هو سياسي كندي، ولد في 25 يوليو 1852 في لورينتيد ‏ في كندا، وتوفي في 4 ديسمبر 1924. نشط حزبياً في الحزب الليبرالي الكندي. وقد انتخب عمدة وانتخب عضو مجلس العموم الكندي.